# Nataša Kolega
Nataša Kolega (Kali, 6. lipnja 1966.), hrvatska rukometašica. Za jugoslavensku i za hrvatsku reprezentaciju ukupno je odigrala 184 utakmice.
Igrala je za splitsku Dalmu s kojom je osvojila Kup pobjednica kupova 1984. godine te za Brodosplit Inženjering.

## Uspjesi u jugoslavenskoj reprezentaciji
S jugoslavenskom seniorskom reprezentacijom bila je 4. na OI 1988. u Seulu.
1990. je na svjetskom prvenstvu u Južnoj Koreji osvojila srebro.

## Uspjesi u hrvatskoj reprezentaciji
S hrvatskom seniorskom reprezentacijom osvojila je srebro na Mediteranskim igrama 1997. godine.

## Ostala priznanja
- najbolja športašica Solina 2004.[4]